# Olle Boström (Orientierungsläufer)

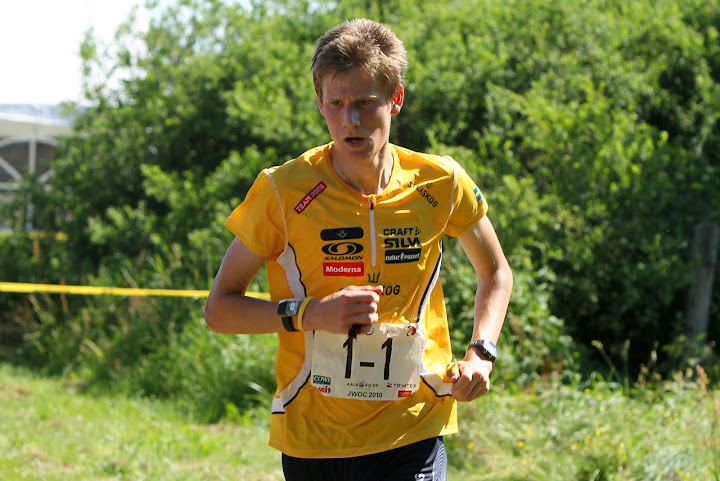
Olle Boström, 2010

Olle Boström (* 19. November 1990 in Sollentuna) ist ein schwedischer Orientierungsläufer.
Boström wurde 2008 und 2009 Weltmeister der Junioren mit der schwedischen Staffel. 2011 startete Boström bei den Weltmeisterschaften in Frankreich und kam dort unter anderem auf den sechsten Platz auf der langen Strecke. Gemeinsam mit Anders Holmberg und David Andersson gewann er außerdem die Bronzemedaille im Staffellauf.

## Platzierungen
| Weltmeisterschaften | Sprint | Mittel | Lang | Staffel |
| ------------------- | ------ | ------ | ---- | ------- |
| 2011 Savoie         |        | 21.    | 6.   | 3.      |

| Europameisterschaften | Sprint | Mittel | Lang | Staffel |
| --------------------- | ------ | ------ | ---- | ------- |
| 2012 Falun            |        |        | nq   |         |

| Gesamt-Weltcup | Gesamt-Weltcup |
| -------------- | -------------- |
| 2010           | 98.            |
| 2011           | 20.            |

| Schwed. Meisterschaften | Sprint | Mittel | Lang | Nacht | Staffel |
| ----------------------- | ------ | ------ | ---- | ----- | ------- |
| 2011                    | 36.    |        |      | 2.    | 7.      |